# Rede Internacional de Televisão
Rede Internacional de Televisão (mais conhecida pela sigla RIT) é uma rede de televisão brasileira sediada em São Paulo, capital do estado homônimo. Pertence à Fundação Internacional de Comunicação, grupo midiático da Igreja Internacional da Graça de Deus, liderada pelo missionário R. R. Soares. Sua programação consiste em programas de entretenimento e jornalismo para todos os públicos, além de boa parte focada em programas religiosos da IIGD.
Seu sinal está disponível em todo o país através de antenas parabólicas, e por sinal terrestre através de 4 emissoras próprias e mais de 170 retransmissoras, atingindo uma população de mais de 120 milhões de telespectadores potenciais em todos os estados brasileiros. Além da TV aberta, seu sinal está também na TV por assinatura, e também no exterior através da RIT Internacional e outros canais da IIGD em países da América, Europa, Norte da África e Oriente Médio.

## História

### Origem e início: 1999
O primeiro canal da emissora foi o 5 de Dourados, do estado de Mato Grosso do Sul, afiliado à TV Cidade Modelo. Sendo assim, a RIT TV foi oficialmente criada no dia 13 de agosto de 1999, de um projeto de qualidade para televisão brasileira, mas surgiram dificuldades que foram superadas. A principal atração da nova emissora era o Show da Fé, exibido todos os dias (a extensão real do programa variou muito no período) simultaneamente com a chegada de novos programas. Aos poucos a RIT começou a lançar programas que estão até hoje no ar como o Movimento Jovem, Consulta ao Doutor, Zig Zag Show, Fatos em Foco, Nosso Programa, Vejam só e entre outros.

### Década de 2000
Em 2000, a RIT TV chegou ao estado de São Paulo com a aquisição do canal 40.
O infantil Zig Zag Show foi criado em agosto de 2000, sendo assim o programa mais antigo em exibição pela emissora.
A emissora começou a se expandir no início de 2002. Logo começaram a procurar uma forma de se concretizar uma nova rede nacional. Optaram pela rede de satélites Brasilsat, que é a mais assistida (com sete milhões de antenas parabólicas), e onde estão as grandes redes. Em abril de 2004 tinha 30 retransmissoras e em janeiro de 2006 tinha 70 retransmissoras. O que representa um crescimento em 20 meses de 130%.
Em janeiro de 2001, entrou no ar o Clip RIT, no ar até hoje.
Em 2002, estreou o Jornal Toda Hora, onde começou a repórter Millena Machado e que está no ar até hoje. Em 3 de abril de 2003, foi ao ar o Show da Fé.
No ano de 2004 entraram no ar os programas Consulta ao Doutor e Fatos em Foco. Em 2007 a TV Sul Bahia começa a transmitir a programação da RIT.
Já em 2006 entraram no ar Noite com os Adoradores de Deus e O Grande Estado de São Paulo. Logo entrou no ar o programa de calouros Tarde Show. O programa tinha como objetivo fazer uma pessoa comum um artista da música gospel. Estreou em 2 de setembro de 2006 e teve como jurados Alexandre Malaquias, Edvaldo Mafom, Helyêda Pereira Campelo Karam e Tiel. Josias Cruz ficou como apresentador. A vencedora foi Damares Domingos.
A partir de fevereiro de 2009, a RIT exibe o grande pacote de filmes inéditos na sessão Cine Gospel e o RIT Acústico, que traz shows de cantores gospel. Logo saiu uma versão em DVD com músicas de André Valadão, Chris Durán, Trazendo a Arca, Bruna Olly, Marquinhos Gomes, Dany Grace, Ministério Unção de Deus e Comunidade Evangélica Int. Zona Sul.

### Década de 2010

Logotipo utilizado entre 2003 e 2016.

A RIT tinha uma retransmissora em Fortaleza, Ceará, só que em 2009 ela saiu do ar e deu lugar a Rede 21. Posteriormente, o sinal retornou na cidade em dezembro de 2011.
Em 2010 estreia o programa Oração da Manhã nas manhãs de domingo apresentado pelo pastor Jayme de Amorim. No mesmo ano estreiam Nossa Rádio na TV, Muro, Salto Alto, O Rio na Graça e Na Intimidade.
Em fevereiro de 2011, a emissora entra no ar em Criciúma na TV Primavera Canal 12.
A lei do Serviço de Acesso Condicionado (SeAC). criada pela Anatel em março de 2012, de número 12.485/11, obriga as operadoras de TV por assinatura a disponibilizar o sinal de todos os canais abertos que tenham cobertura nas cinco principais regiões do país. Com isto a Nossa TV é obrigada a exibir 14 canais caso deseje continuar carregando a RIT e a Band. [carece de fontes?] Alegando inviabilidade tecnica ela opta por descontinuar esses 2 canais, aproximando a grade do Canal 1 Europa a da RIT.
Em 11 de janeiro de 2017, RIT muda o canal 57 para canal 29 e digital muda o canal físico 58 para canal fìsico 27 (29.1 virtual).
Em 3 de fevereiro de 2018, o Nossa Rádio na TV foi substituído pelo programa Se Liga, com apresentação do pastor Anderson Nascimento.
Algum tempo depois, o RIT em Forma foi substituído pelo programa Mulheres que Vencem, com apresentação da pastora Thaís Benevente.

### Década de 2020
No início de março de 2020, a RIT TV anunciou a demissão de 80 funcionários que trabalhavam em diversos setores da emissora. Segundo informações divulgadas pela imprensa na época, a medida foi tomada como parte de um ajuste financeiro da empresa, motivado pela queda na arrecadação de publicidade e outros fatores. Embora a RIT TV seja um canal religioso mantido pela Igreja da Graça, responsável por seus conteúdos, não há evidências claras de que o fechamento de templos da igreja tenha sido o fator principal ou direto para as demissões.
Em fevereiro de 2023, ocorreu um incidente de segurança nas dependências da sede da RIT TV. De acordo com relatos, um funcionário da emissora foi vítima de um assalto no local, gerando preocupação entre os colegas de trabalho. Após o incidente, alguns funcionários da RIT TV, pertencente ao líder religioso R. R. Soares, solicitaram medidas de segurança adicionais à administração da emissora. No entanto, a empresa não emitiu uma declaração pública sobre o assunto.
Em 27 de maio de 2024, a emissora desligou seu sinal analógico do satélite Star One D2 sem aviso prévio.

### Transmissões esportivas
Em 25 de janeiro de 2017, a RIT realizou sua primeira transmissão de futebol, cobrindo o amistoso Brasil x Colômbia, com equipe formada por Anderson Cheni na narração e Rogério Voltan nos comentários, dentro do bloco RIT Esportes.

### Filmes
A RIT foi pioneira na exibição de clássicos do cinema evangélico. A sessão da RIT era considerada por muitos a principal sessão de filmes evangélica brasileira. A emissora sempre exibia longas de grandes produtoras cinematográficas como a BV Filmes e a Graça Filmes (sendo esta última propriedade da IIGD).[carece de fontes?]

## Cobertura
A RIT é transmitida em áreas metropolitanas através de um número de emissoras próprias, incluindo a RIT Dourados (Dourados), TV Sul Bahia (Teixeira de Freitas), TV Farol (Rio Grande), TV Nova Conexão (Pato Branco) e a RIT São Luís (São Luís).
A programação também é levada para outras regiões do Brasil por mais de 170 retransmissoras e afiliadas.
A geradora da RIT em São Paulo fica no Edifício Victor Civita, sede da Ideal TV.

## Distribuição internacional
A RIT Internacional opera canais de televisão por satélite no mundo, inclusive nas Américas, Europa, Oriente Médio, e África, trazendo uma mistura de entretenimento, notícias e programação esportiva provenientes dos canais RIT TV, RIT Notícias, SOS Espiritual e IIGD para brasileiros e outras pessoas que falam português (lusófonos). Duas fontes distintas alimentam a programação internacional ao vivo e diretamente para os telespectadores do mundo a partir do centro de transmissão da rede, localizado em São Paulo, a RIT Internacional Europa/África/Oriente Médio e a RIT TV Américas.[carece de fontes?]
A RIT Internacional nos Estados Unidos é feita tanto pelo serviço de satélite (Pas9, AB1) e também no Canadá e no México. A emissora tem transmissão em Portugal, através do sistema IPTV da operadora Clix e já na Cabovisão, a Clip está acessível a milhares de portugueses e brasileiros em Portugal.[carece de fontes?]